# Nana Swiczinsky
Nana Swiczinsky (* 5. Oktober 1969 in Wien) ist eine österreichische Animationsfilmerin und Illustratorin.

## Biografie
Nach ihrem Studium des Animationsfilms an der Universität für Angewandte Kunst in Wien arbeitet sie seit 1997 als freiberufliche Animationsfilmerin. Um 1990 herum arbeitete sie als Karikaturistin und Illustratorin für die Tageszeitungen Der Standard und Az sowie für das Stadtmagazin Falter.
1998 erhielt sie den ersten Preis in der Kategorie Best Animation am Austin Filmfestival in Texas. Neben ihrer Tätigkeit als Künstlerin lehrte sie seit 2000 auch an verschiedenen Universitäten und hat derzeit einen Lehrauftrag an der Technischen Universität Wien am Institut für Kunst und Gestaltung. Sie betreibt in Kooperation mit designaustria die Ausbildungseinrichtung illuskills, die Lehrgänge im Bereich Animation und Illustration anbietet.
In dem Film Die Säulen der Erde wirkte sie 2010 als Storyboard-Artist mit.
2013 machte sie das „Character Design“ für das animierte Musikvideo „Die Telefonbuchpolka“.

## Publikationen
- Grundkurs Digitale Illustration, Rheinwerk Verlag 2014
- Lezzieflick, Kurzfilm[2]